# My Prerogative
Singles de Bobby Brown
Don't Be Cruel
(1988) Roni
(1989)
My Prerogative est un single musical du chanteur américain Bobby Brown sorti en 1988 de son deuxième album studio Don't Be Cruel. Il est sorti le 11 octobre 1988 en tant que deuxième single de l'album. Une fois les sessions d'enregistrement de l'album terminées, Brown et le producteur Gene Griffin se sont rendus à New York, car il sentait qu'il manquait quelque chose au disque. "My Prerogative" a été écrit par Brown en réponse aux critiques qu'il a reçues pour son départ de New Edition. Il a expliqué que la chanson parlait de prendre des décisions dans sa vie et de ne pas se soucier du jugement des autres. "My Prerogative" est souvent considéré comme du New jack Swing. 
La chanson a été positivement reçue par les critiques et a été nommée pour un Grammy Award dans la catégorie du meilleur single contemporain urbain R&B. Il a également connu un succès commercial, atteignant le numéro un dans les classements Hot 100 et Hot R & B / Hip-Hop de Billboard. "My Prerogative" a également atteint les dix premières places dans de nombreux pays, comme l'Irlande, la Nouvelle-Zélande, les Pays-Bas et le Royaume-Uni. 
Le clip de la chanson présente Brown interprétant la chanson sur scène avec son groupe et ses danseurs. La chanson a également été jouée lors de la plupart de ses concerts, généralement comme la dernière chanson de la set list. Lors de la représentation du 4 février 1989 au Madison Square Garden, il a été rejoint sur scène par de nombreux artistes et producteurs de rap populaires de l'époque.

## Classements
| Classement (1988–89)             | Peak position |
| -------------------------------- | ------------- |
| Australian Kent Music Report     | 40            |
| Canada Top Singles (RPM          | 5             |
| Dutch Mega Top 50                | 7             |
| German Singles Chart             | 15            |
| Irish Singles Chart              | 9             |
| New Zealand Singles Chart        | 3             |
| Swedish Singles Chart            | 12            |
| UK Singles Chart                 | 12            |
| US Billboard Hot 100             | 1             |
| US Billboard Hot Black Singles   | 1             |
| US Billboard Hot Dance Club Play | 7             |
| Classement (1995)                | Peak position |
| UK Singles Chart                 | 17            |

| Classement (1989)          | Peak position |
| -------------------------- | ------------- |
| Canadian RPM Singles Chart | 98            |
| US Billboard Hot 100       | 2             |

## Composition
"My Prerogative" est considéré comme un nouvel hymne de swing de New jack swing, qui fusionne les rythmes hip hop avec des éléments de synthpop et de soul.Jake Brown dit dans son livre Your body's calling me: music, love, sex & money (2003), comme la plupart des chansons de New jack swing de la fin des années 80, que c'était composé par "des rythmes percutants et branchés, avec des mélodies sexuellement énergiques". La ligne de basse de la piste a été décrite par Cam'Ron Davis de CMJ New Music Monthly comme "vraiment sinistre".

## Reprise de Britney Spears
Singles de Britney Spears
Outrageous
(2004) I've Just Begun (Having My Fun)
(2004)
Pistes de Greatest Hits: My Prerogative
Toxic
(2)
My Prerogative est une reprise de la chanteuse américaine pop Britney Spears, extrait de son premier best of intitulé Greatest Hits: My Prerogative. Il est sorti le 21 septembre 2004 comme premier extrait de la compilation. La chanson est une reprise du chanteur Bobby Brown est produite par Bloodshy & Avant. Elle a été adaptée afin de traiter de la relation de Spears avec les médias à cette époque. Majoritairement, la reprise a reçu des critiques négatives, la qualifiant d'« inutile ». De plus, la chanson n'est apparue que dans un seul classement aux États-Unis bien que la version de Spears ait toutefois connu un plus grand succès mondial que la version originale de Brown en se classant notamment numéro un en Finlande, Irlande, Italie et Norvège tout en atteignant le top 10 de quatorze autres pays. Le vidéoclip du titre dépeint Spears arrivant dans un manoir hollywoodien dans lequel se tient une fête. À la fin, on découvre que la fête est en réalité le mariage de la chanteuse.

### Genèse
En 2004, Britney Spears enregistre une reprise de My Prerogative producte par Bloodshy & Avant le duo suédois qui a notamment produit son single Toxic extrait de son quatrième album studio, In the Zone (2003). Bloodshy & Avant enregistre la chanson dans les studios Murlyn à Stockholm, en Suède. Spears pose sa voix sur le morceau dans les studios Teldex à Berlin, en Allemagne. Le 13 août 2004, le label de la chanteuse, Jive Records, annonce lors d'un communiqué de presse qu'elle a repris la chanson et qu'elle a l'intention de le sortir sur sa première compilation, Greatest Hits: My Prerogative. La chanson est envoyée aux radios le 14 septembre 2004, cependant elle fuite sur la mixtape de Real Tapemasters Inc The Future of R&B le 10 septembre 2004. 
La reprise de My Prerogative par Spears est musicalement différente de la version originale, la guitare basse et le genre new jack swing remplacés par des synthétiseurs et des éléments typiques des productions de Bloodshy & Avant. Lemire Christy de msnbc.com note que la reprise contient également des éléments de musique orientale avec un sample de l’instrumentale de Batwaness beek de Warda Al Jazairia célèbre chanteuse algérienne. Au début de la chanson, Britney Spears susurre: « Les gens peuvent tout prendre de vous / Mais ils ne peuvent jamais vous ôter votre vérité / Mais la question est, pouvez-vous supporter la mienne? ». Le reste des paroles s'écartent peu de la version originale, si ce n'est qu'elles sont modifiés pour s'adapter à la perspective d'une femme. Jennifer Vineyard de MTV dit à propos de la reprise qu'elle pourrait être interprétée comme une déclaration sur la vie de Spears quant aux réactions médiatiques par rapport à certaines de ses décisions à l'époque, y compris ses fiançailles avec Kevin Federline.

### Réception
Stephen Thomas Erlewine d'AllMusic qualifie la reprise de « remake inutile qui semble exister uniquement pour sa vidéo ». Spence D. d'IGN souligna que les paroles cadrent parfaitement avec la relation de Spears avec les médias à l'époque. Il ajoute également: « Quant à son interprétation, c'est une diversion de caméléon intéressante qui se partage comme un mash-up entre le vintage du style de production de Prince, l'arrogance de Cameo et la sensualité de Madonna, mais qui ne semble jamais capturer la brillance et la gloire de l'une des influences précédemment citées ». Christy Lemire, de msnbc.com considère la chanson comme « complètement inutile ». Louis Pattison, du New Musical Express, déclare qu'« à en juger par les sentiments de fuck you » de la reprise, Britney Spears aime à jouer le rôle de « la chipie de la pop menant sa carrière hors des clous ». Sarah Hepola de Salon.com écrit dans un article sur les idoles contemporaines des adolescents que la reprise « est devenu un hymne pour la rébellion des idoles des adolescents ». Le réalisateur américain Quentin Tarantino, a inclus la chanson dans une liste de lecture qui lui l'a inspiré lors de la production de son film de Inglourious Basterds (2009).
Aux États-Unis, My Prerogative s'est classé dans le classement Top 40 Tracks de Billboard ainsi que dans le Top 40 Mainstream respectivement à la 22e et 34e place. My Prerogative s'est écoulé à 374 000 téléchargements numériques aux États-Unis. Le 15 novembre 2004, la chanson débute 7e en Australie et reçoit une certification d'or par l'Australian Recording Industry Association (ARIA) pour plus de 35 000 exemplaires vendus. La même semaine, la chanson fait ses débuts 17e en Nouvelle-Zélande. Le 7 novembre 2004, le titre débute 3e au Royaume-Uni lord d'une semaine de sortie de nouveautés, My Prerogative est précédé par Just Lose It d'Eminem et Lose My Breath des Destiny's Childs. Selon The Official Charts Company, la chanson s'est vendu à 115 000 exemplaires outre-Manche. My Prerogative est également un succès dans toute l'Europe, se classant numéro un en Finlande, Irlande, Italie et en Norvège, deuxième en Espagne et troisième en Belgique, au Danemark et en Allemagne. Le titre a aussi le top 10 des charts en Autriche, République tchèque, Suède, Suisse et Pays-Bas.

### Vidéoclip
Le clip de My Prerogative est tourné du 26-28 août 2004 dans la résidence, The Paramour Mansion, située à Silver Lake, Los Angeles, en Californie et a été réalisé par Jake Nava. Selon la mère de la chanteuse, Lynne, la vidéo a « capturé de magnifiques gros plans et des mouvements très subtils » car Spears ne pouvait faire la moindre chorégraphie en raison de sa blessure au genou lors du tournage du clip du single Outrageous. Elle a également décrit la vidéo comme « [ayant] un élément de l'ancien Hollywood, glamour et mystérieux ». La vidéo débute avec Britney au volant d'une Porsche 928 lancée à grande vitesse dans les collines d'Hollywood. Elle opère une sortie de route et atterrie dans une piscine à l'intérieur d'un manoir où se déroule une fête. La chanteuse émerge de l'eau et rampe en haut de la voiture pour chanter le premier couplet. Le frère de Spears, Bryan fait une apparition lors de ces scènes. Après être sortie de la piscine, elle pénètre dans le manoir. Elle apparaît dans une cuisine en acier inoxydable, où une employée de maison retire les bretelles de sa robe noire trempée. 
Dans la scène suivante, Britney Spears se promène dans une salle dans laquelle son mari de l'époque, Kevin Federline, est en train de fumer et regarde une vidéo en noir et blanc où apparaît Spears sur un écran de projection. Selon Jennifer Vineyard de MTV, le clip a le style des films pornographiques des années 1940 et 1950. Rolling Stone dans leur article « Britney Spears: le guide vidéo complet », compare le vidéoclip de My Prerogative aux performances de Madonna de son single Like a Virgin. Spears entre ensuite dans un dressing avec miroirs, habillée de lingerie, talons hauts, de bas et d'une veste courte en fourrure. Elle continue jusqu'à une chambre, dans laquelle une robe noire est posée sur le lit. Elle enfile cette nouvelle robe et la caméra montre la partie extérieur où les gens réunis attendent. Lors du pont de la chanson, il est révélé que la fête est en réalité le mariage de Spears, elle commence à marcher vers l'autel où Federline l'attend face à un prêtre. La vidéo se termine par une séquence de la vidéo en noir et blanc où Spears regarde la caméra. Les images en noir et blanc ont été publiées comme une version alternative du vidéoclip dans le DVD Greatest Hits: My Prerogative.

### Formats
| - CD Single 1. My Prerogative - 3:34 2. My Prerogative (X-Press 2 Vocal Mix) – 7:19 - Single numérique - Japon 1. My Prerogative – 3:34 2. I've Just Begun (Having My Fun) – 5:16 | - Maxi Single 1. My Prerogative – 3:34 2. My Prerogative (Instrumental) – 3:34 3. My Prerogative (X-Press 2 Vocal Mix) – 7:19 4. My Prerogative (Armand Van Helden Remix) – 7:34 5. My Prerogative (X-Press 2 Dub) – 7:19 |

### Classements
| Classement (2004)                            | Meilleure position |
| -------------------------------------------- | ------------------ |
| Allemagne                                    | 3                  |
| Australie                                    | 7                  |
| Autriche                                     | 7                  |
| Belgique (Fr)                                | 3                  |
| Belgique (Nl)                                | 3                  |
| Danemark                                     | 3                  |
| Espagne                                      | 2                  |
| États-Unis US Bubbling Under Hot 100 Singles | 1                  |
| France                                       | 18                 |
| Finlande                                     | 1                  |
| Hongrie                                      | 5                  |
| Irlande                                      | 1                  |
| Italie                                       | 1                  |
| Japon                                        | 98                 |
| Nouvelle-Zélande                             | 17                 |
| Norvège                                      | 1                  |
| République tchèque                           | 4                  |
| Royaume-Uni                                  | 3                  |
| Suède                                        | 6                  |
| Suisse                                       | 4                  |